# Postal (filme)
Postal (bra Salve-Se Quem Puder! ou Salve-Se Quem Puder) é um filme teuto-canado-estadunidense de 2007, do gênero comédia de ação, dirigido por Uwe Boll, com roteiro de Bryan C. Knight e do próprio Owe baseado no jogo eletrônico Postal.

## Sinopse
Postal Dude (Zack Ward) está numa maré de azar. Descobriu que a mulher mais que obesa o está traindo, não consegue emprego de jeito algum (devido ao incidente com a bandeira americana) e ainda acaba matando um sujeito por acidente. Fugindo, ele encontra o culto comandado por seu tio Dave, que deve um milhão de dólares em impostos. Para conseguir pagar a dívida, Osama Bin Laden, que está escondido no Arizona sob as graças de George W. Bush (que chama o terrorista de "Sammy"), também está de olho no tal carregamento, com o propósito de roubar os bonecos, envenená-los e distribuí-los às crianças americanas.

## Elenco
- Zack Ward … Postal Dude
- Dave Foley … Tio Dave
- Chris Coppola … Richard
- Jackie Tohn … Faith
- J. K. Simmons … Candidato Wells
- Ralf Moeller … Policial John
- Verne Troyer … Verne Troyer / Voz Krotchy
- Chris Spencer … Policial Greg
- Larry Thomas … Osama bin Laden
- Michael Paré … Panhandler
- Erick Avari … Habib
- Brent Mendenhall .... George W. Bush